# Зміїне (заказник)
Зміїне — гідрологічний заказник місцевого значення в Україні. Розташований у межах Бобровицької громади Ніжинського району Чернігівської області у лісовому масиві ДП «Ніжинське лісове господарство» (кв. 42 вид. 18, кв. 43, вид.8 Кобижчанського лісництва).
Площа — 15 га. Статус присвоєно згідно з рішенням Чернігівського облвиконкому від 27.12.1984 р. № 454. Перебуває у віданні ДП «Ніжинське лісове господарство».
Охороняється низинне  болото серед дубово-соснового лісу, де зростає осока гостра та осока омська. Заказник має велике значення в регулюванні водного режиму прилеглих територій. Місце масового гніздування водоплавних птахів. 